# Acer serrulatum
Acer serrulatum — вид квіткових рослин із роду клен (Acer).

## Морфологічна характеристика
Це дерево до 20 м заввишки. Гілочки голі. Листки: листкові ніжки 3–7.5 см завдовжки, голі; листові пластинки округло-яйцюваті чи округлі в обрисі, 3.5–12 × 4.5–16.5 см, обидві поверхні голі, пальчасто 5-лопатеві, рідко 3–4-лопатеві, частки від трикутно-ланцетних до трикутно-яйцеподібних, край подвійно городчасто-пилчастий. Квітки в кінцевих щиткоподібних суцвіттях. Чашолистків 5, округло-довгасті, ≈ 2 мм, зовні ворсисті до верхівки, край війчастий. Плід коричневий; горішки кулясті, 3–4 мм у діаметрі, голі; крило з горішком 18–25 мм, крила тупо розставлені. Період цвітіння: березень і квітень; період плодоношення: червень — жовтень.

## Середовище проживання
Цей вид є ендеміком Тайваню. Зростає в гірських лісах на висотах 1000–2000 метрів.

## Використання
Немає інформації.

## Галерея

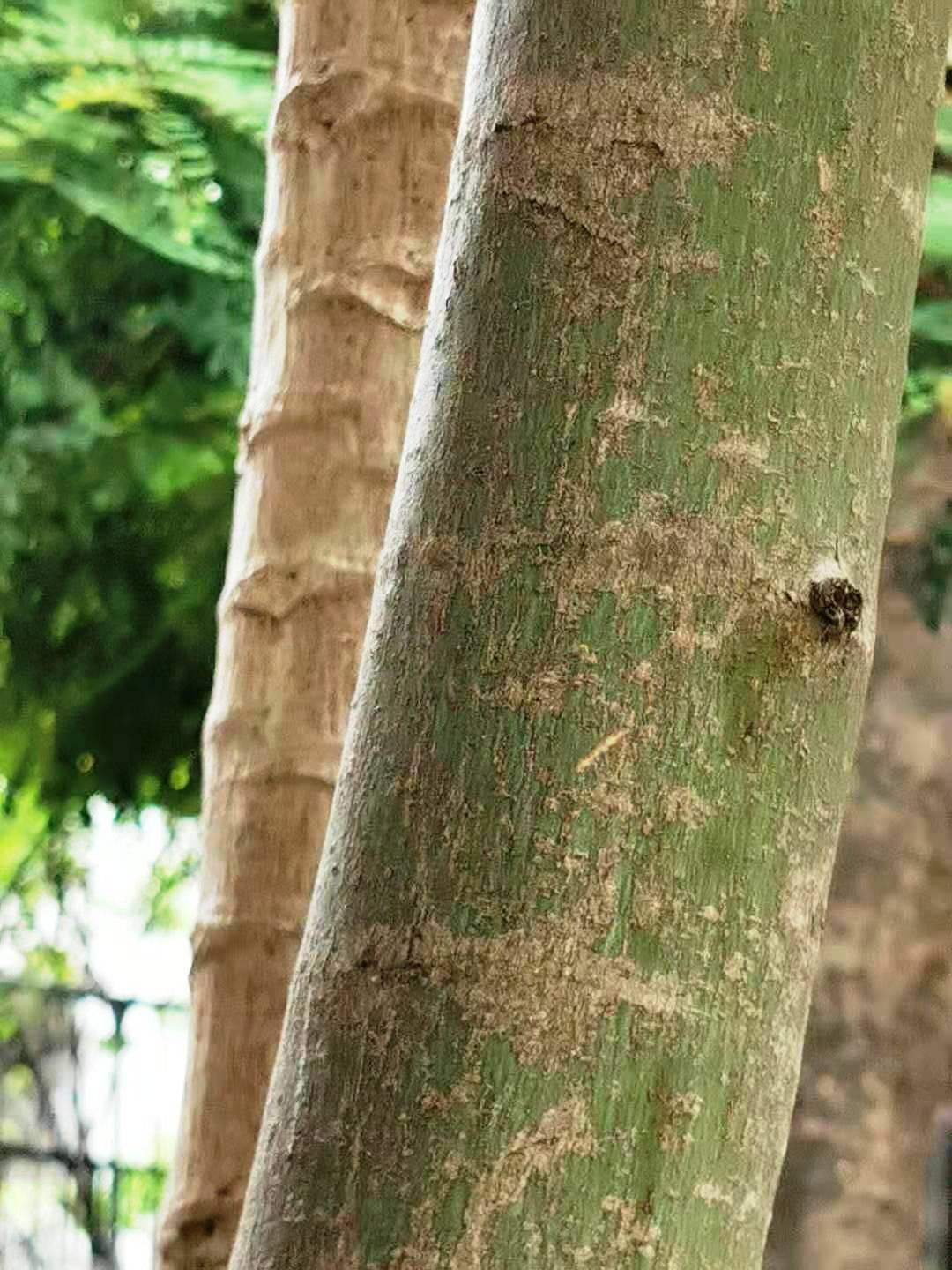
стовбур
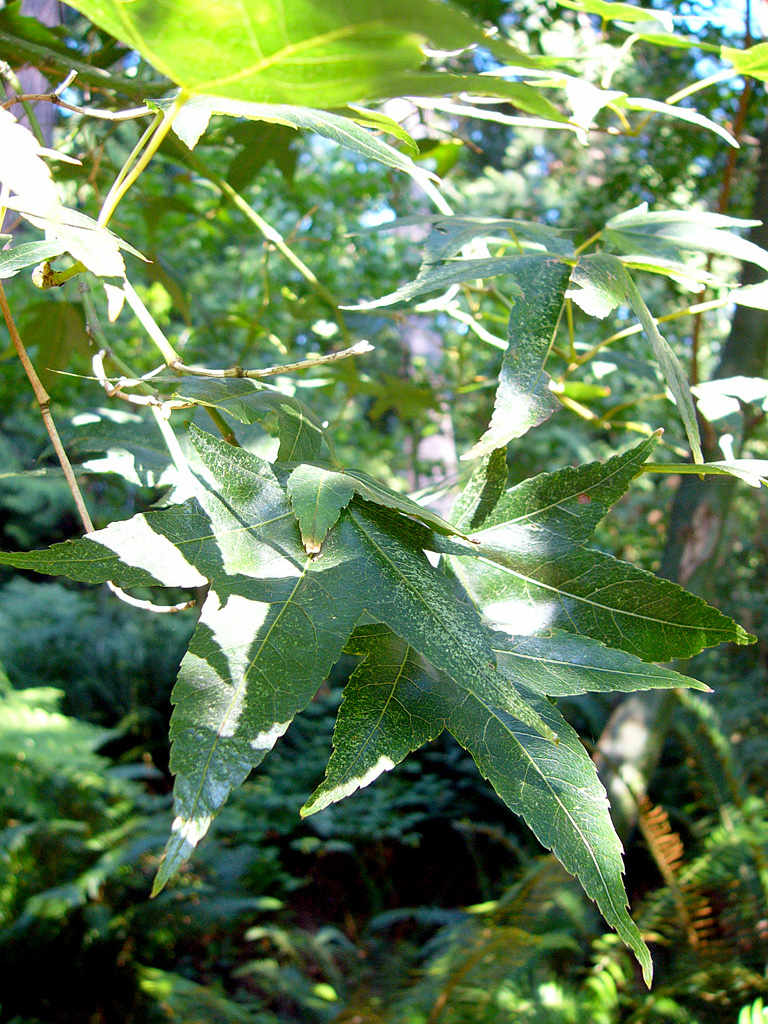
листя
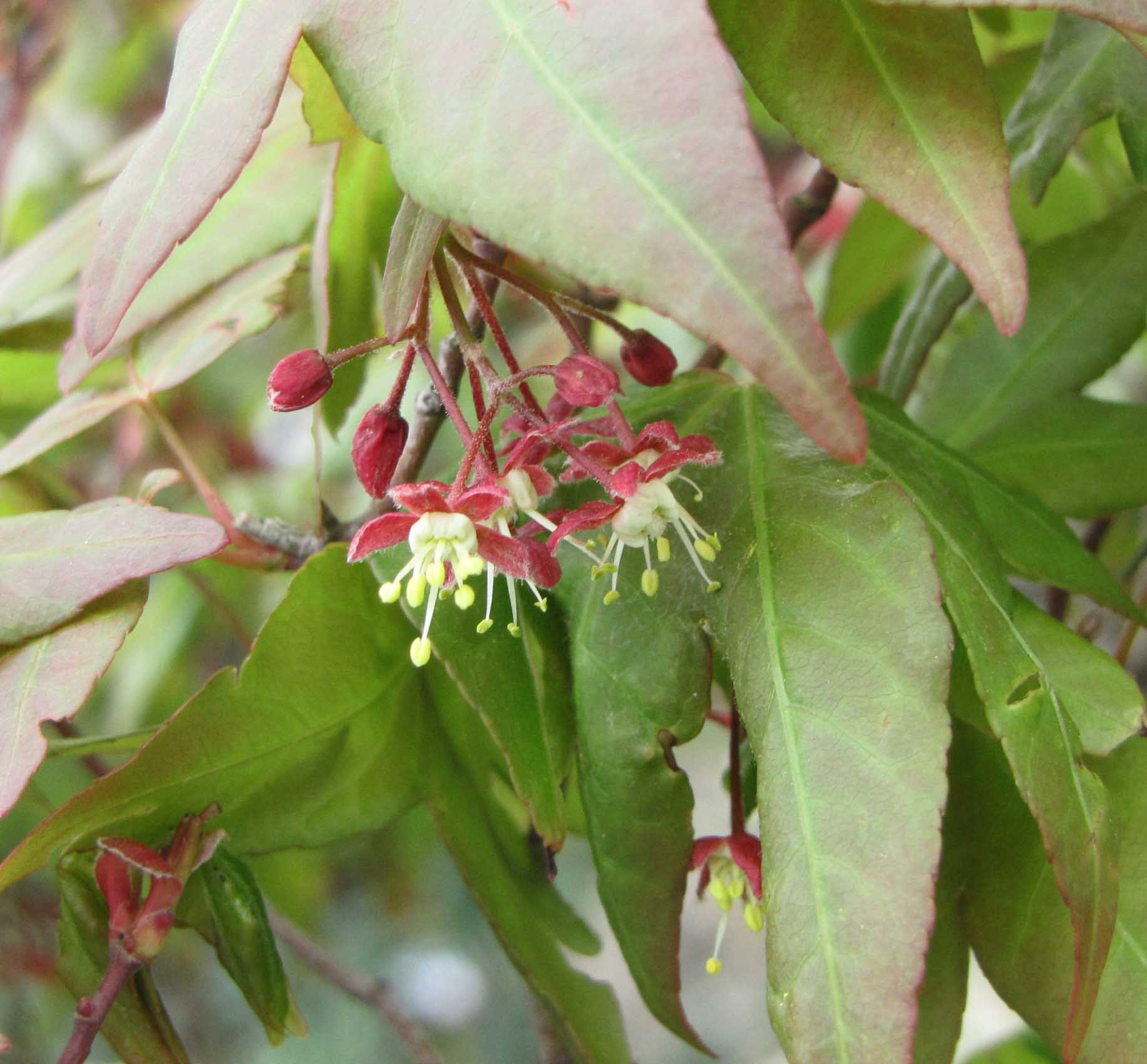
квіти
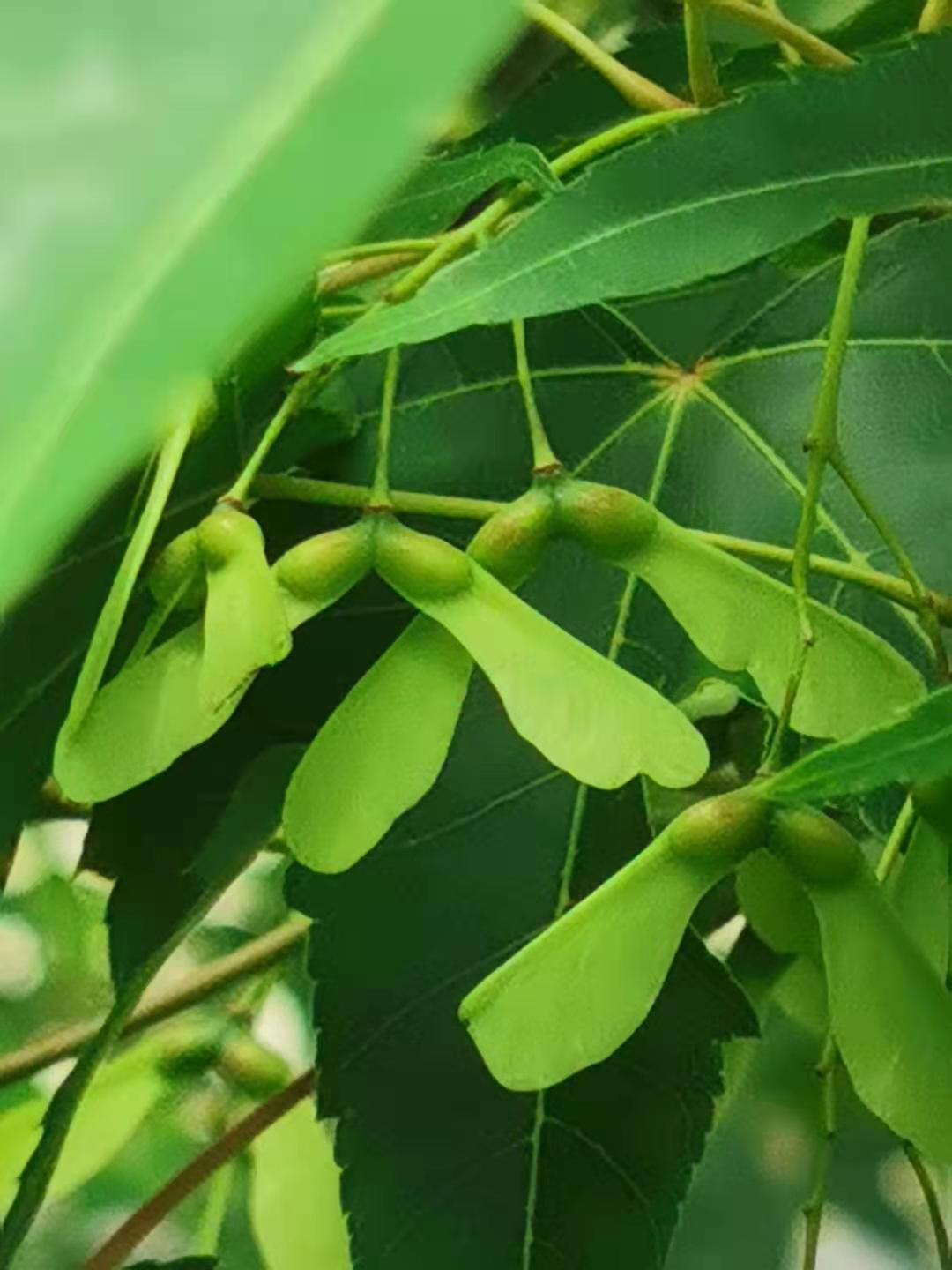
плоди